# Mounir Chaftar
Mounir Chaftar né le 29 janvier 1986 à Francfort, est un footballeur germano-tunisien évoluant au poste de défenseur gauche. Depuis janvier 2014, Chaftar joue à la Sarre avec le 1.FC Sarrebruck.

## Carrière
Chaftar est issu de la jeunesse d'un grand club allemand, l'Eintracht Francfort.
Mounir dispute son début à l'équipe première de l'Eintracht en automne 2005. Son équipe perd son début contre le Borussia Mönchengladbach (3-4). À la suite de cette défaite, Chaftar n'apparaît pas une deuxième fois pendant cette saison. Pour sa deuxième saison, il ne fais pas fortune et apparaît seulement à deux occasions. La saison suivante, il joue 6 matches à la Bundesliga, mais reste toujours remplaçant en jouant que 28 minutes tous matches confondus.
Chaftar décide donc de quitter Francfort pour rejoindre le MSV Duisbourg en deuxième division allemande. À la suite de débuts prometteurs il perd sa place comme titulaire et retourne à l'agglomération de Francfort, cette fois avec les Kickers Offenbach en troisième division ou il devient finalement titulaire régulier. Après une et une demi-saisons, il retrouve par surprise son ancienne équipe, l'Eintracht Francfort, mais cette fois exclusivement pour la deuxième équipe en quatrième division. 
En juillet 2011, il s'en va à la Bavière pour le Wacker Burghausen. À la suite d'une bonne saison dans cette ville frontalière avec l'Autriche, il reçoit la chance de jouer en deuxième division allemande, au VfL Bochum. Il commence la saison comme titulaire, mais perd sa place après une demi-saison. Il reste pour une et une demi-saison dans la Ruhr.
En janvier 2014, il quitte Bochum pour une ligue basse. Chaftar décide de rejoindre une région proche de la frontière avec la France, la Sarre. Il s'ensuit au 1.FC Sarrebruck. Malgré la relégation de son équipe, il est un des rares joueurs qui convainc. De façon sensée, Mounir reste à Sarrebruck.

### Équipe nationale
Mounir Chaftar compte plusieurs sélections avec les espoirs de l'Allemagne. Les parents de Chaftar ont immigré vers l'Allemagne venant de la Tunisie. Donc, loin de l'équipe A de l'Allemagne, Mounir peut choisir de représenter l'équipe nationale de la Tunisie[réf. nécessaire].

## Parcours professionnel
- 2005-2008 : Eintracht Francfort (Bundesliga).
- 2008 : MSV Duisbourg (2.Bundesliga).
- 2009-2010 : Kickers Offenbach (3.Liga).
- 2011-2012 : Wacker Burghausen (3.Liga).
- 2012- : VfL Bochum (2.Bundesliga).
- 2014- : 1.FC Sarrebruck (3.Liga).